# Meo Wulf
Meo Wulf (* 31. Januar 1992 in Hamburg) ist ein deutscher Schauspieler und Synchronsprecher.

## Werdegang
Bereits im Alter von zwölf Jahren debütierte Meo Wulf in Warten auf Godot unter der Regie von Jan Bosse am Deutschen Schauspielhaus Hamburg auf der Theaterbühne, dem regelmäßige Auftritte im Rahmen der dortigen Backstage-Produktionen folgten. Seine erste Hauptrolle spielte er 2009 in dem von Francis Winter geschriebenen Stück Spurensuche, das am Ernst Deutsch Theater uraufgeführt wurde. Parallel dazu sammelte er Erfahrungen in der Arbeit vor der Kamera, indem er in diversen Fernsehproduktionen wie 4 gegen Z, Da kommt Kalle oder Der Dicke Episodenrollen übernahm. Während dieser Zeit war er auch bereits in mehreren Spielfilmen zu sehen und erhielt außerdem die Hauptrolle in einem Studentenfilm.
Von 2009 bis 2010 nahm Wulf an der Hamburger Schauspielschule Film Characters an einer „Audition Acting Class“ unter der Leitung von Erla Prollius, Michael Walz und Karl Georg Kayser teil und erhielt somit erste Einblicke in die professionelle Ausbildung von Schauspielern. Im Frühjahr 2011 absolvierte er zudem seine Abiturprüfungen, deren Vorbereitungen vom Erwerb seiner Fahrlizenz sowie den seit Spätsommer 2010 laufenden Dreharbeiten zur vierten Staffel der Familienserie Tierärztin Dr. Mertens begleitet wurden, in der er erstmals in einer Nebenrolle drehte. Wenige Monate nach seinem Schulabschluss wurde Wulf für die ARD-Serie Familie Dr. Kleist als Neubesetzung der Hauptrolle Peter „Piwi“ Kleist engagiert, die er von David Bode übernahm. Beide Formate wurden 2013 im deutschen Fernsehen erstausgestrahlt.
2011 erhielt Wulf ein Stipendium der Jugendakademie für Darstellende Künste, das von der proskenion Stiftung unterstützt wurde, welcher die Einrichtung angeschlossen ist. Im Rahmen dieses Förderprogramms für Nachwuchstalente besuchte er zunächst einige Seminare zur Vertiefung seiner darstellerischen Grundlagen, ehe er 2012 eine vierjährige Schauspielausbildung am renommierten Max Reinhardt Seminar in Wien begann.
Meo Wulf spricht neben seiner Muttersprache fließend Englisch, außerdem sind Grundkenntnisse im Spanischen vorhanden. Derzeit lebt er in Wien, hat seinen festen Wohnsitz jedoch weiterhin in seiner Heimatstadt Hamburg. Seit der Saison 2016/17 ist er Ensemblemitglied des Theaters in der Josefstadt. Hier war er u. a. 2017 in der Rolle des Harold mit Erni Mangold als Maude (Regie: Fabian Alder) besetzt.
Im Februar 2021 war Wulf Teil der Initiative #ActOut im SZ-Magazin, zusammen mit 184 anderen lesbischen, schwulen, bisexuellen, queeren, nichtbinären, intersexuellen und transgender Personen aus dem Bereich der darstellenden Künste.

## Filmografie

### Film
- 2008: Eddy hat Besuch (Kurzfilm) (als Eduard „Eddy“)
- 2011: Hilf mir. (Kurzfilm) (als Bennet)
- 2019: Der Boden unter den Füßen

### Fernsehen
- 2004: alphateam – Die Lebensretter im OP
- 2005: 4 gegen Z
- 2005: Die Rettungsflieger – Abschied vom Glück (als Tobias Reuter)
- 2007: Der Dicke – Gefährliche Spiele
- 2007: Das Geheimnis meiner Schwester (als Peter Röden)
- 2008: Der Prinz von nebenan (als Schnuller Kruse)
- 2009: Da kommt Kalle – Dr. Hot (als Tobias Fischer)
- 2009: Die Pfefferkörner – Schiffeversenken (als Malte)
- 2009: Sterne über dem Eis (als Romeo)
- 2011: Notruf Hafenkante – Stolperfalle (als Oliver Jensen)
- 2011: Seerosensommer (als Rafael Gill)
- 2011: SOKO Köln – Der Todespfeil (als Julian Heller)
- 2013: Tierärztin Dr. Mertens (als Theo Sander)
- 2013–2020: Familie Dr. Kleist (als Piwi Kleist #2)
- 2018: SOKO Donau – Nachts in Friedensruh
- 2020: Tonio & Julia: Nesthocker (als Andi Clemens)

### Sonstiges
- 2004: Synchronisation im Hörspiel „Weihnachten bei den Trillmichs“
- 2006: Synchronisation der Rolle Jakob im Hörspiel „Himmelsbande“

## Theater
- 2004–2012: Deutsches Schauspielhaus, Hamburg
  - 2004: Warten auf Godot
  - 2007: Herr der Fliegen
  - 2008/2009: American Youth (als Bobby)
  - 2011: Nimmerbrachland
  - 2012: Leonce und Lena (als Leonce)
- 2009–2015: Ernst Deutsch Theater, Hamburg
  - 2009: Spurensuche (als Ben)
  - 2010: Warten auf Godot
  - 2015: Anne (als Peter van Pels)
- 2016: Theater der Jugend, Wien – Tschick (als Maik Klingenberg)
- 2016: Theater in der Josefstadt – Die Verdammten (als Baron Günther von Essenbeck)
- 2017: Theater in der Josefstadt – Harold und Maude (als Harold, mit Erni Mangold als Maude)